# 梅傑利夫卡
50°38′31″N 29°19′19″E / 50.64194°N 29.32194°E
梅傑利夫卡（烏克蘭語：Меделівка）是烏克蘭北部的村莊，隸屬日托米爾州的日托米爾區。該村面積1.619平方公里，海拔高度164米，2001年人口338，人口密度每平方公里208.77人。